# Condado de Sástago

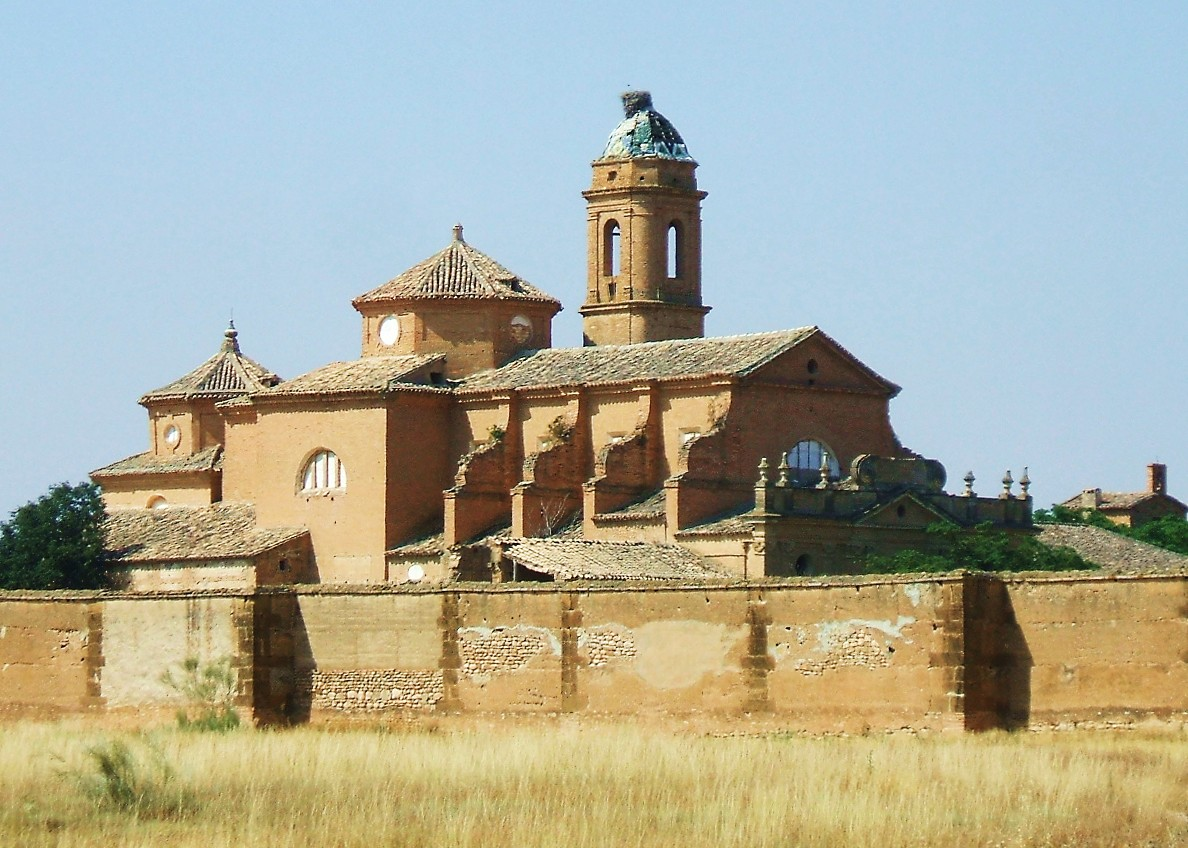
La Cartuja de Monegros en Sariñena (Huesca), fundada por los primeros condes de Sástago.

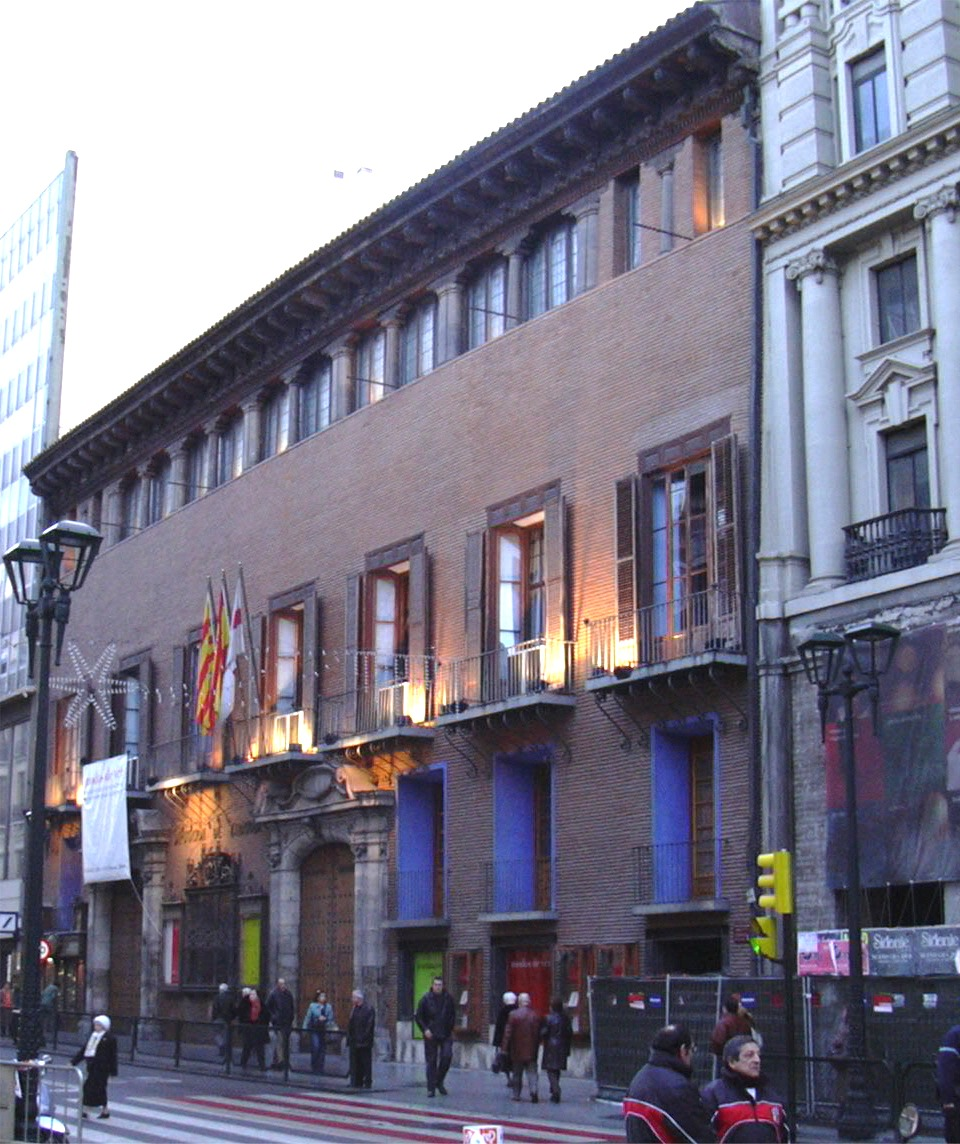
Palacio de los condes de Sástago en Zaragoza, C/ del Coso. Finales del. Hoy sala de exposiciones.

Escudo de Peñalba, de donde fueron marqueses los condes de Sástago.

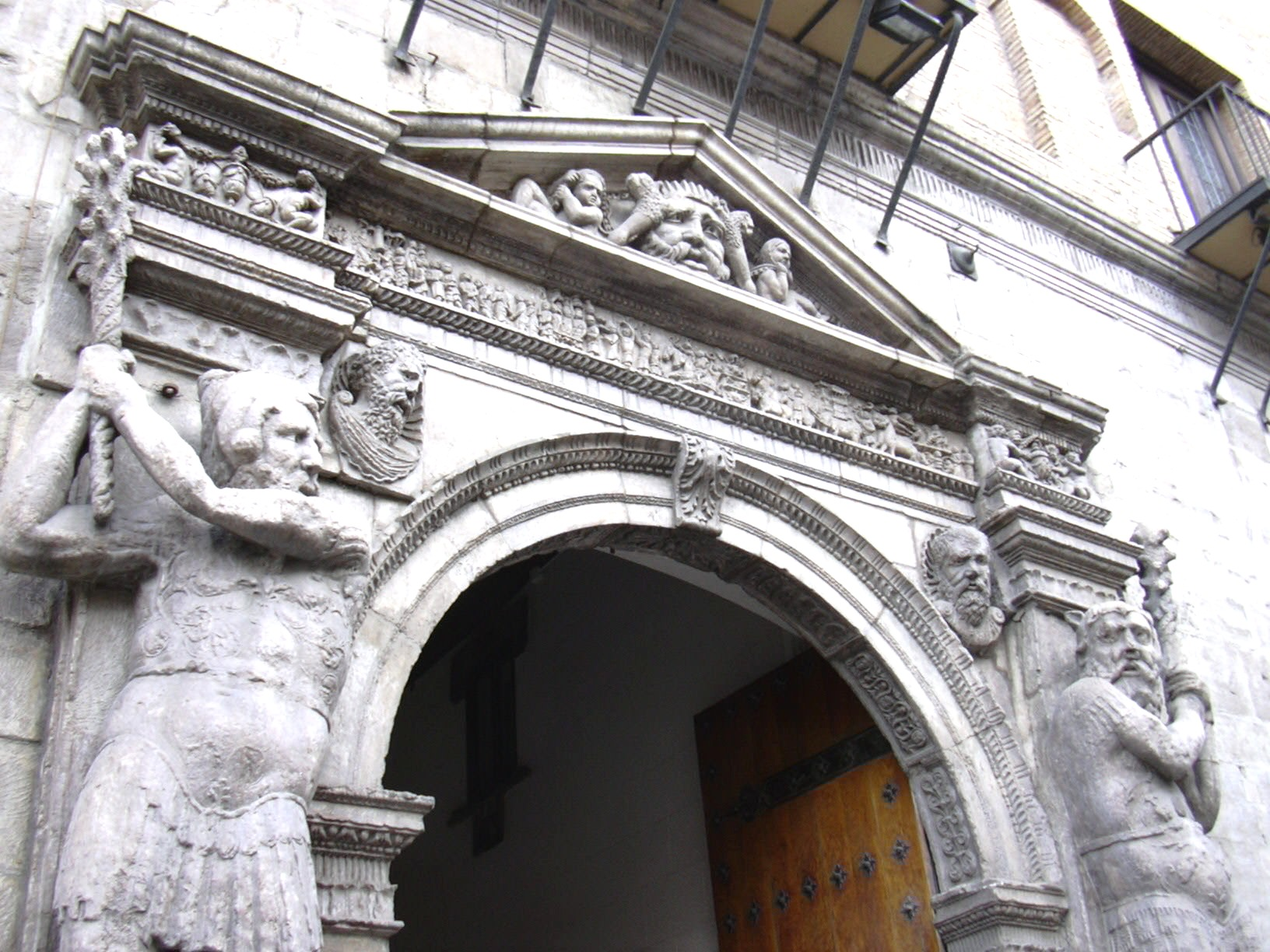
Palacio de los Luna o de los condes de Morata de Jalón. Zaragoza, C/ del Coso.

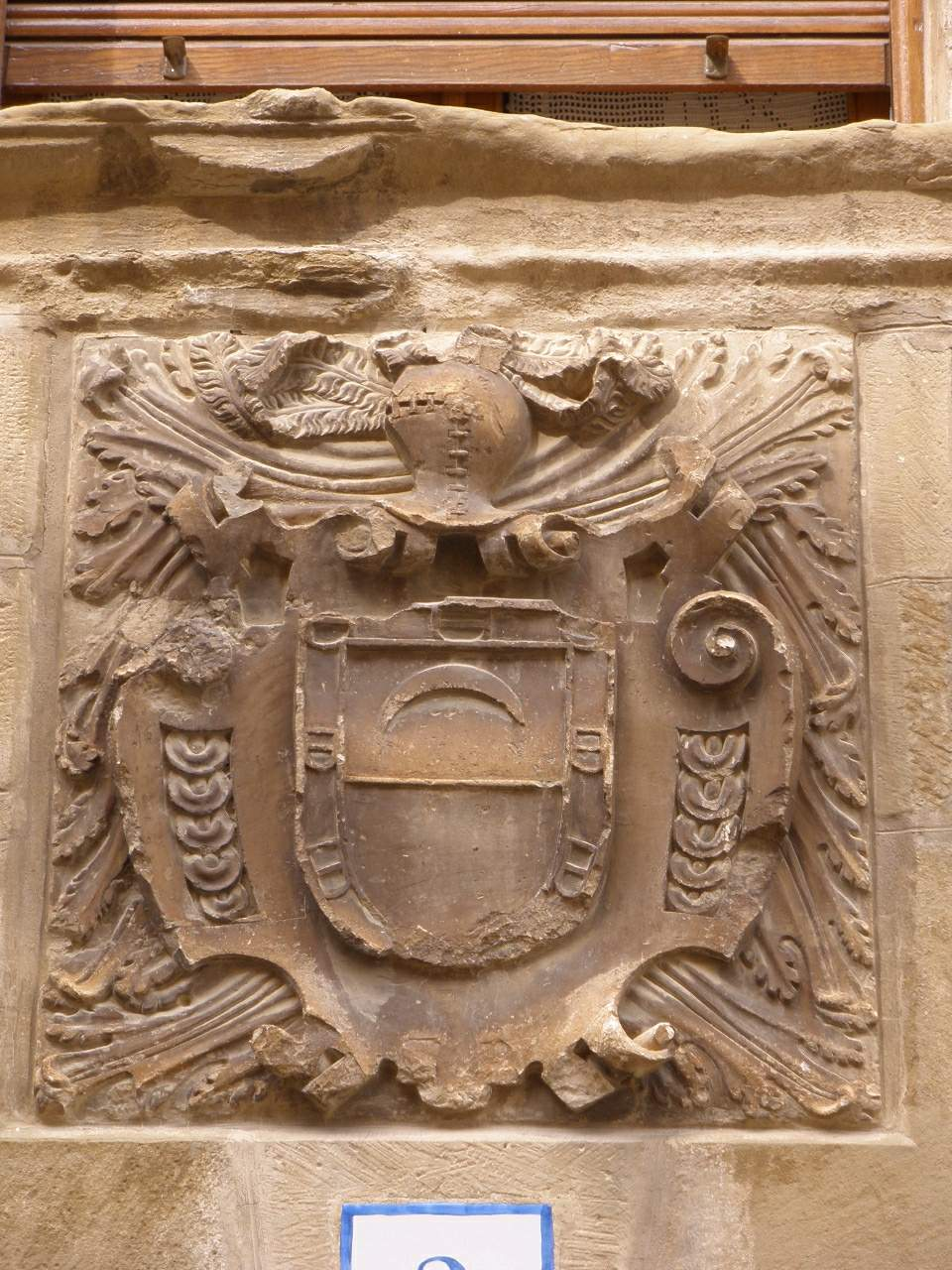
Armas de los Luna, labradas en el palacio de este linaje en Ayerbe.

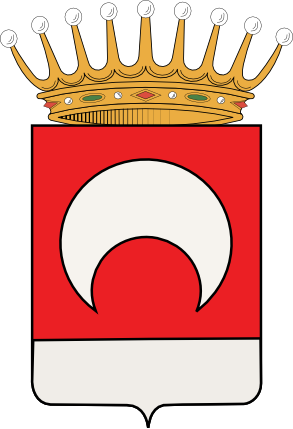
Escudo de Morata de Jalón (Zaragoza), villa de la que fueron condes los condes de Sástago.

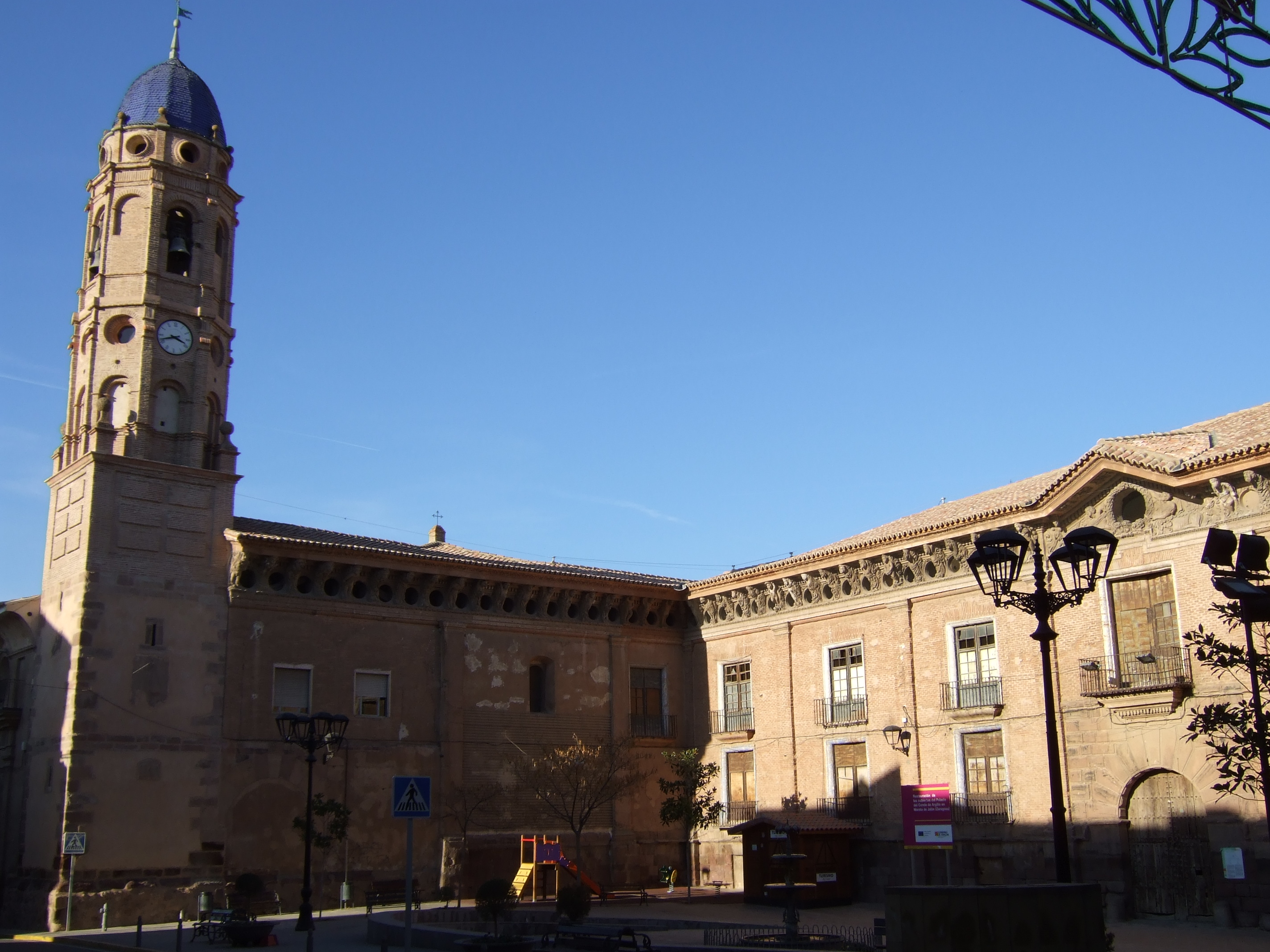
Palacio de los condes de Morata y de Sástago, en Morata de Jalón.

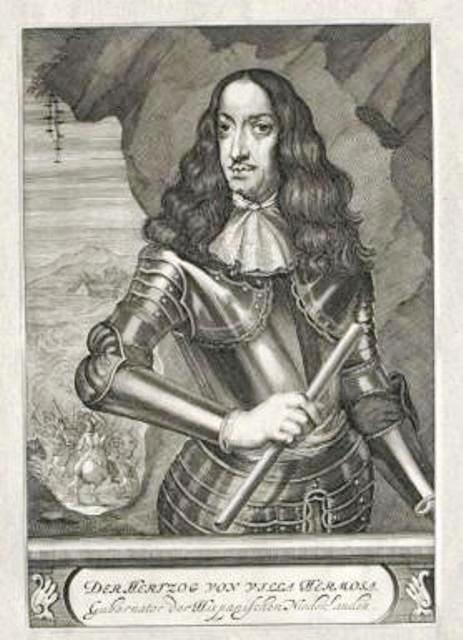
Carlos de Aragón Gurrea y Borja (1634-1692), IX duque de Villahermosa, IX conde de Sástago, V de Luna y IX de Morata de Jalón.

Armas de los Aragón, duques de Villahermosa, que traen las reales de Castilla, León y Aragón.

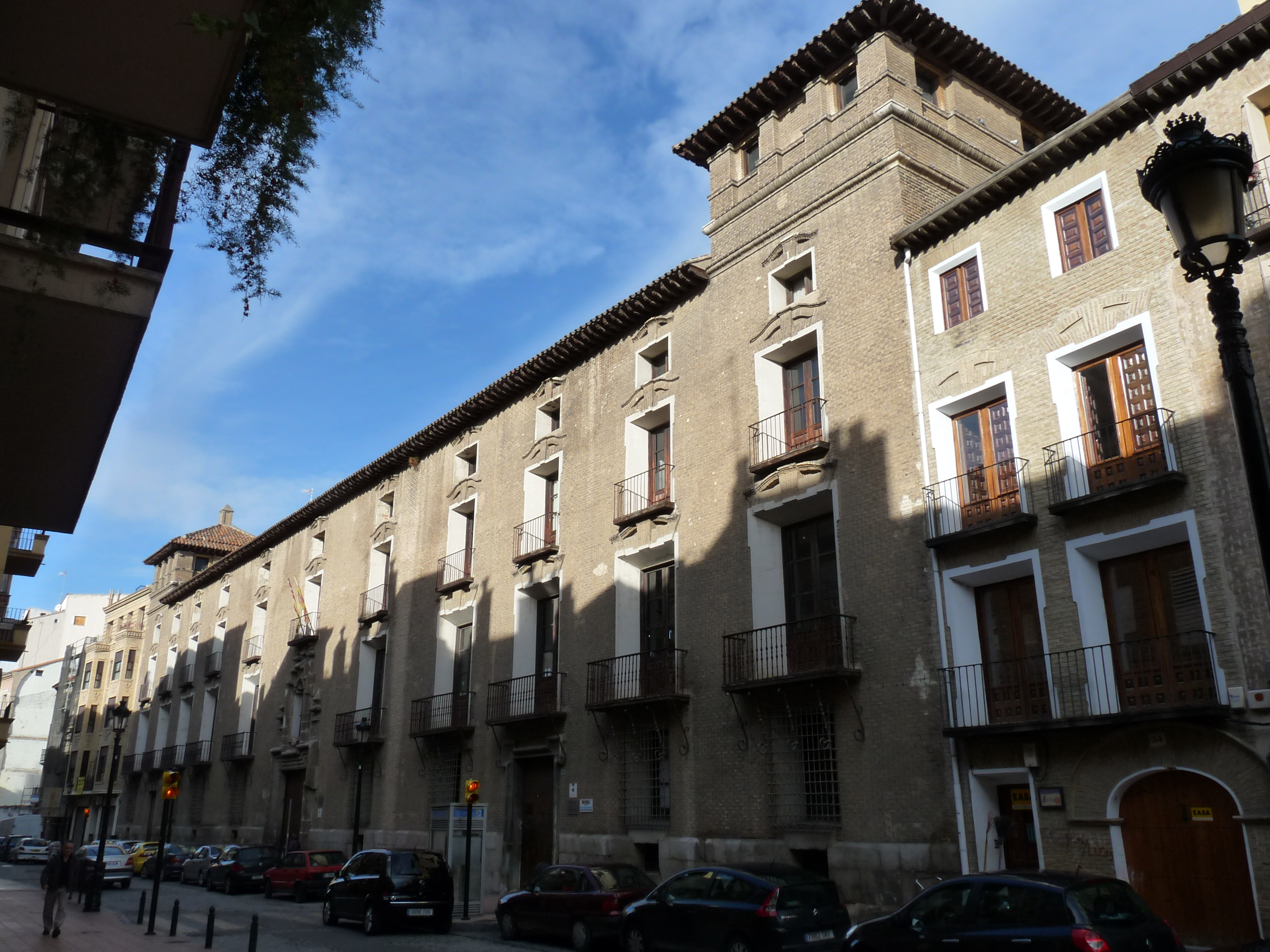
Palacio de los duques de Villahermosa en Zaragoza.

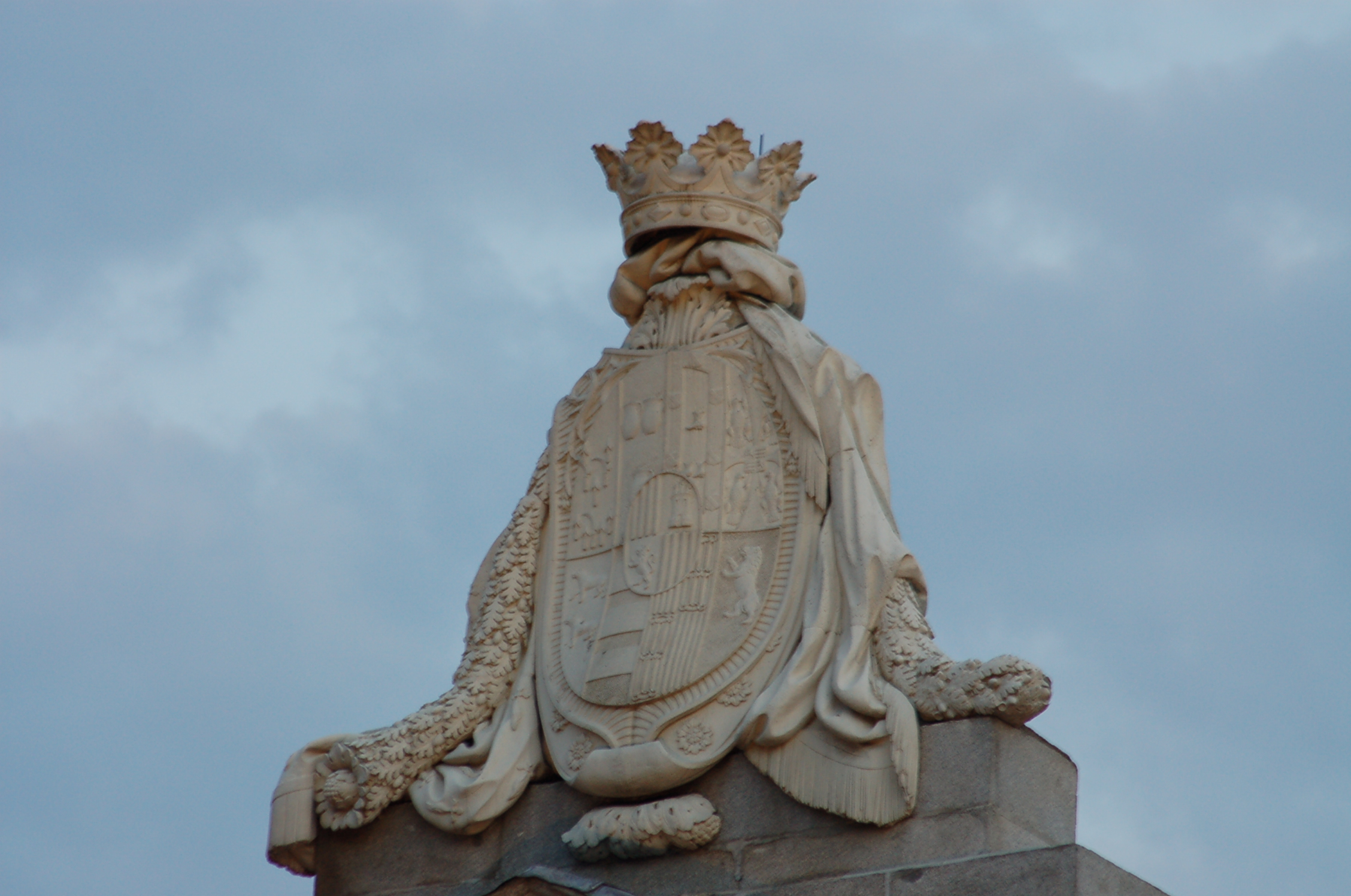
Armas de los duques de Villahermosa en su palacio de Madrid, hoy sede del Museo Thyssen-Bornemisza.

Armas de los Fernández de Córdoba, señores y marqueses de Valenzuela, linaje del que tomó su tercera varonía la casa condal de Sástago.

Escudo de la villa y baronía de Beniparrell. Los Escrivá de Romaní, barones de Beniparrell, han dado su actual varonía a la casa de Sástago.

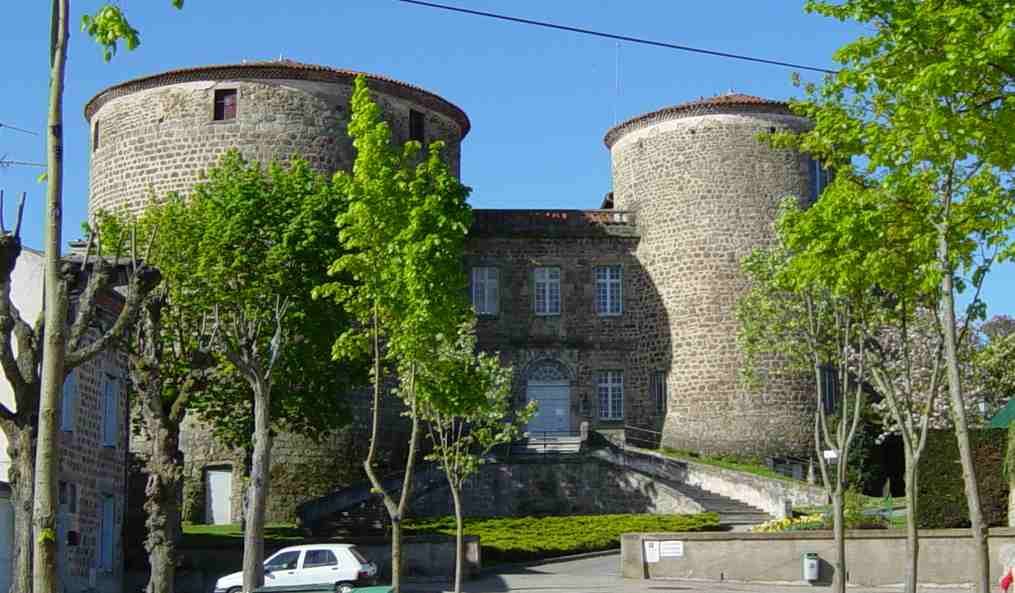
Castillo de Monistrol, que da denominación al marquesado de Monistrol de Noya.

El condado de Sástago es un título nobiliario español creado en fecha desconocida de 1511 por el rey Fernando II de Aragón a favor de Blasco de Alagón y Lanuza, ricohombre de Aragón y gran camarlengo del Reino, XVIII señor de Alagón, XI señor de Sástago, IX señor de Pina de Ebro, de Calanda y de Alcubierre.
El Archiduque pretendiente Carlos de Austria concedió la grandeza de España el 23 de septiembre de 1711 al X conde, Cristóbal Fernández de Córdoba y Alagón, Virrey de Sicilia. Y en 1726 le fue reconocida al mismo por Felipe V.
Eran anejas a este título las dignidades de ricohombre y gran camarlengo del reino de Aragón, dictados que usaban los condes de Sástago al menos hasta mediados del siglo XIX.

## Denominación
La denominación del condado hace referencia a la villa y municipio de Sástago, en la provincia de Zaragoza y comunidad autónoma de Aragón, cuyo señorío fue concedido en 1233 por Jaime I de Aragón a Blasco de Alagón el Grande, su mayordomo mayor, conquistador de Morella, capitán general del Reino de Valencia.

## Condes de Sástago
|                                    | Titular                                                               | Periodo                            |
| Creación por Fernando II de Aragón | Creación por Fernando II de Aragón                                    | Creación por Fernando II de Aragón |
| ---------------------------------- | --------------------------------------------------------------------- | ---------------------------------- |
| I                                  | Blasco de Alagón y Lanuza                                             | 1511-ca.1530                       |
| II                                 | Artal de Alagón y Espés                                               | ca.1530-1546                       |
| III                                | Artal de Alagón y Martínez de Luna                                    | 1546-1593                          |
| IV                                 | Gabriel Blasco de Alagón y Martínez de Luna                           | 1593-ca.1604                       |
| V                                  | Lorenzo de Alagón y Martínez de Luna                                  | ca.1604-ca.1613                    |
| VI                                 | Martín de Alagón y Fernández de Heredia                               | ca.1613-ca.1620                    |
| VII                                | Martín Artal de Alagón y Pimentel                                     | ca.1620-1639                       |
| VIII                               | Enrique de Alagón y Pimentel                                          | 1640-1651                          |
| IX                                 | Carlos de Aragón Gurrea y Borja                                       | 1651-1692                          |
| X                                  | Cristóbal Andrés Fernández de Córdoba y Alagón Bazán y Aragón         | 1692-1748                          |
| XI                                 | Francisco Cristóbal Fernández de Córdoba Alagón Moncayo y Aragón      | 1748-1763                          |
| XII                                | Vicente Ferrer Fernández de Córdoba Alagón y Glimes de Brabante       | 1763-1814                          |
| XIII                               | Francisco de Paula Teodoro Fernández de Córdoba Alagón y la Cerda     | 1814-1814                          |
| XIV                                | Joaquín María Fernández de Córdoba y Vera                             | 1815-1857                          |
| XV                                 | María de la Soledad Antonia Fernández de Córdoba y Bernaldo de Quirós | 1857-1905                          |
| XVI                                | Luis Beltrán Escrivá de Romaní y Sentmenat                            | 1906-1977                          |
| XVII                               | Ildefonso Escrivá de Romaní y Patiño                                  | 1978-1981                          |
| XVIII                              | Alfonso Escrivá de Romaní y Mora                                      | 1982-actual titular                |

## Historia  de los condes de Sástago
El concesionario del condado fue:
- Blasco de Alagón y Lanuza, I conde de Sástago, XI señor Sástago, IX de Pina de Ebro, de Calanda y de Alcubierre, que nació en el último cuarto del siglo XV y murió hacia 1530. No se le ha de confundir con su antepasado Blasco de Alagón, mayordomo mayor del Rey Jaime I, que floreció en los años 20 y 30 del siglo XIII, ni con otros miembros del linaje que se llamaron igual. Era hijo, subrogado en la primogenitura,[1] de Pedro de Alagón, señor de los mismos estados, y de Juana de Olcina y Centellas, hija a su vez de mosén Juan de Olcina y Centellas y de Juana Fernández de Heredia.

Casó en 1515 con Ana de Espés y Fabra, hija de Ramón de Espés, señor de las baronías de Alfajarín y Hoz, y de Isabel de Fabra. Procrearon a:
1. Artal de Alagón y Espés, que sigue,
2. Ramón de Espés,
3. Juan de Alagón,
4. Ana de Alagón, que casó con Juan de Bardaxí, y a
5. Beatriz de Alagón, que fue la primera mujer de Luis Fernández de Híjar, III duque de Híjar, hijo de Juan Fernández de Híjar, conde de Belchite, y de Isabel Ramírez de Arellano. Con posteridad.

Sucedió su hijo
- Artal de Alagón y Espés, II conde de Sástago, señor de Sástago, de Calanda, de Pina de Ebro y de Alcubierre, fallecido en 1546. En la literatura genealógica y nobiliaria es lugar común que en su persona fue reconocida la casa de Sástago como grande de Aragón por el Emperador y Rey Carlos I ante las Cortes de Monzón (1528).[2]

Casó en 1531 con Marina Martínez de Luna y Lanuza, que testó en 1541, hija de Pedro Martínez de Luna y Ximénez de Urrea, I conde de Morata de Jalón, y de Marina de Lanuza y de Rocabertí, su primera mujer. Tuvieron por hijos a
1. Artal de Alagón y Martínez de Luna, que sigue,
2. Margarita de Alagón y Martínez de Luna, que testó en 1575 y casó en 1558 con Berenguer Arnal de Castro Pinós Cervellón y Boixadors, barón de la Laguna, señor de la casa de Castro, que murió en Madrid en 1580.
3. Pedro de Espés, que heredó las baronías de Alfajarín y Hoz. Casó con Esperanza de Urriés y Veintimilla, de los señores de Ayerbe, y fueron padres de
Martín de Espés, o de Alagón y Urriés, señor de las baronías de Alfajarín y Hoz, que murió antes de 1614. Casó en 1587 con Estefanía de Castro Pinós Cervellón y Alagón, su prima carnal, señora de la casa de Castro, baronesa de la Laguna (hija de Margarita de Alagón, antes citada). Tuvieron por hija y sucesora a
Margarita de Castro Pinós y Alagón, que testó en 1620 y casó con Francisco de Moncada, III marqués de Aitona.[3]

Sucedió su hijo
- Artal de Alagón y Martínez de Luna (1533-1593), III conde de Sástago.

Casó con Luisa Fernández de Heredia y Cuevas, hija de Juan Fernández de Heredia y Ximénez de Urrea, III conde de Fuentes. Tuvieron por hijos a
1. Artal Luis de Alagón, que nació en 1558 y murió mozo antes que su padre.
2. Blasco de Alagón y Fernández de Heredia, que murió hacia 1590. Casó con Catalina Martínez de Luna y Mendoza, su tía abuela, que vivía en 1603, hija de Pedro Martínez de Luna y Urrea, I conde de Morata de Jalón, y de Inés de Mendoza, su segunda mujer. Padres de
  1. Gabriel Blasco de Alagón y Martínez de Luna, que sigue,
  2. María de Alagón y Martínez de Luna, monja en Santa Inés,
  3. Lorenzo de Alagón y Martínez de Luna, que seguirá,
  4. Inés de Alagón y Martínez de Luna, en cuya línea recayó la casa al extinguirse la de su tía Luisa de Alagón y Fernández de Heredia (n.º 4). Casó con Álvaro Fernández de Córdoba Aragón y Bazán, hijo segundo de Álvaro Fernández de Córdoba y Zúñiga, señor de Valenzuela, y de María Manuel y Milán de Aragón. Su bisnieto[4]
Cristóbal Andrés Fernández de Córdoba y Alagón fue X conde de Sástago, V marqués de Calanda y II marqués de Peñalba.
3. Martín de Alagón y Fernández de Heredia, que seguirá después de Lorenzo.
4. Luisa de Alagón y Fernández de Heredia, en cuya línea recayó la casa al extinguirse la agnada. Casó con Francisco de Aragón Gurrea y Borja, conde de Luna y duque de Villahermosa. Su hijo
Carlos de Aragón Gurrea y Borja fue IX conde de Sástago.
5. Francisca de Alagón y Fernández de Heredia, que testó en 1578 y casó con Luis Carroz de Centellas y Pinós, conde de Quirra y del Castillo de Centellas.
6. Catalina de Alagón y Fernández de Heredia, monja en Santa Catalina de Zaragoza, que vivía en 1614. Y
7. Beatriz de Alagón y Fernández de Heredia, mujer de Juan de Torrellas y Bardaxí.

Sucedió su nieto
- Gabriel Blasco de Alagón y Martínez de Luna, IV conde de Sástago, que testó en 1603.

Casó con María Jiménez de Urrea y Enríquez, II marquesa de Almonacir, hija de Juan Ximénez de Urrea y Álvarez de Toledo, III conde de Aranda, vizconde de Biota y de Rueda. Tuvieron por hijas a
1. Catalina de Alagón y Urrea, que casó con Martín Artal de Alagón y Pimentel (1600-1639), su tío segundo, VII conde de Sástago, de quien se hablará más abajo.
2. Y a Gabriela de Alagón y Urrea.

Al IV conde le sucedió su hermano
- Lorenzo de Alagón y Martínez de Luna, V conde de Sástago, que testó en 1612.

Contrajo segundas nupcias en 1605 con Francisca Martínez de Luna, su prima carnal, hija de Miguel Martínez de Luna y Mendoza, II conde de Morata de Jalón, y de Ana Antonia Ramírez de Arellano, hija a su vez de Felipe Ramírez de Arellano, V conde de Aguilar de Inestrillas. Sin descendencia.
Sucedió su tío (hermano de su padre)
- Martín de Alagón y Fernández de Heredia, VI conde de Sástago y I marqués de Calanda (título cuya denominación pasaría a ser la de marqués de Aguilar de Ebro desde el 2 de junio de 1761).

Casó con Victoria Pimentel y Álvarez de Toledo, que murió antes de 1614, hija de Enrique Pimentel y Enríquez I conde de Villada, II marqués de Távara, y de Juana de Toledo y Colonna, hija del IV marqués de Villafranca del Bierzo. Procrearon a
1. Martín Artal de Alagón y Pimentel, que sigue,
2. a Enrique de Alagón y Pimentel, que seguirá, y a
3. Luisa de Alagón y Pimentel, monja.

Sucedió su hijo
- Martín Artal de Alagón y Pimentel, VII conde de Sástago, II marqués de Calanda, que nació en 1600 y falleció en 1639.

Casó, con dispensa de consanguinidad, con Catalina de Alagón y Urrea, su sobrina, hija de Gabriel Blasco de Alagón y Martínez de Luna, su primo carnal, IV conde de Sástago y de María Jiménez de Urrea y Enríquez, II marquesa de Almonacir. Sin descendencia.
Sucedió su hermano
- Enrique de Alagón y Pimentel, VIII conde de Sástago, III marqués de Calanda, I conde de Fuenclara, que nació en 1602 y murió soltero en 1651. De su unión con Ana Ladrón de Guevara y Mendoza, tuvo por hijos naturales a

1. Enrique de Alagón y Guevara, II conde de Fuenclara, y a
2. Ana María de Alagón y Guevara, III condesa de Fuenclara, que casó con Juan Francisco Cebrián y Gómez.

Al morir el VIII conde, no dejando descendencia legítima ni tampoco masculina natural, se extinguió la línea directa y agnada de los Alagón.
El condado de Sástago recayó en su primo carnal (hijo de su tía Luisa de Alagón y Fernández de Heredia)
- Carlos de Aragón Gurrea y Borja, o de Borja de Aragón y Gurrea de Alagón (1634-1692), IX conde de Sástago, IX duque de Villahermosa, V conde de Luna, IX de Morata de Jalón y IV de Ficalho (sucesión no reconocida en Portugal).

Casó con María Enríquez de Guzmán y Córdoba, finada en 1696, hija de Luis Enríquez de Guzmán, IX conde de Alba de Liste y II de Villaflor.
No tuvieron descendencia.
Sucedió en la casa de Sástago su sobrino segundo (hijo de Inés de Alagón y Martínez de Luna, su prima carnal, hermana del IV y del V conde)
- Cristóbal Andrés Fernández de Córdoba y Alagón Bazán y Aragón, X conde de Sástago, II marqués de Peñalba, virrey de Sicilia, que nació el 12 de noviembre de 1672 y falleció en 1748. Fue partidario del Archiduque pretendiente Carlos de Austria, quien le creó grande de España en 1711 y —siendo ya Emperador Romano y Rey de Sicilia— le nombró virrey en 1728. La grandeza le fue reconocida desde 1726 por Felipe V.

Casó con María Francisca de Moncayo Palafox y Cardona (1680-1758), hija de Diego de Moncayo Fernández de Heredia Altarriba y Arbolea, III marqués de Coscojuela de Fantova, y de Violante de Palafox y Folch de Cardona (hija del III conde de Ariza y nieta materna del IV marqués de Guadalest).
Sucedió su hijo
- Francisco Cristóbal Fernández de Córdoba y Alagón Moncayo y Aragón, XI conde de Sástago, III marqués de Peñalba, que nació en 1701 y finó en 1763.

Casó con María Felipa de Glimes de Brabante, hermana del IV conde de Glimes, nacida el 16 de abril de 1724 y finada en 1797, hija de Ignacio Francisco de Glimes de Brabante, conde de Glimes, barón de Samur, y de María Francisca Josefa Danneux de Wargnies (hija a su vez de Jean Philippe Danneux, marqués de Wargnies, príncipe de Barbançon, conde de Buath, etc.)
Sucedió su hijo
- Vicente Ferrer Fernández de Córdoba Alagón y Glimes de Brabante (1741-1814), XII conde de Sástago, II marqués de Aguilar de Ebro (por cambio de denominación del marquesado de Calanda, desde el 2 de junio de 1761), IV marqués de Peñalba.

Casó con Vicenta Manuela de la Cerda y Cernesio, nieta del IV marqués de la Laguna de Camero Viejo, XII conde de Paredes de Nava y de la IV condesa de Parcent.
Sucedió su hijo
- Francisco de Paula Teodoro Fernández de Córdoba Alagón y la Cerda, XIII conde de Sástago, III marqués de Aguilar de Ebro, V marqués de Peñalba, V conde de Glimes y del Sacro Romano Imperio, gran camarlengo del Reino de Aragón. Natural de Zaragoza, fue bautizado en San Gil el 27 de marzo de 1778 y murió intestado en Madrid (San Sebastián) el 2 de diciembre de 1814.

Casó con María Francisca de Asís Vera de Aragón Entenza y Manuel de Villena, XII marquesa de Espinardo, II marquesa del Campillo, dama de María Luisa. Esta señora casó en segundas con Ricardo Wall y Manrique de Lara, y era hija de Joaquín Alonso Vera de Aragón Entenza y Saurín, marqués de Espinardo, y de María Teresa Manuel de Villena y Mendoza, hija del marqués del Real Tesoro.
Fueron padres de
1. Joaquín María Fernández de Córdoba Alagón y Vera de Aragón, que sigue, y de
2. Vicente Fernández de Córdoba y Vera de Aragón, natural y maestrante de Zaragoza, que fue bautizado en San Gil el 9 de enero de 1807 y murió en París el 3 de agosto de 1870. Casó con María del Rosario Wall Alfonso de Sousa y Portugal, sobrina carnal de su padrastro, hija del mariscal de campo Santiago Ricardo Wall y Manrique de Lara, conde de Armíldez de Toledo, virrey de Navarra, caballero de Santiago, y de Luisa Alfonso de Sousa Portugal y Guzmán, de los marqueses de Guadalcázar. Sin descendencia.

Sucedió su hijo
- Joaquín María Fernández de Córdoba Alagón y Vera de Aragón, XIV conde de Sástago, IV marqués de Aguilar de Ebro, XIII de Espinardo, VI marqués de Peñalba, VI conde de Glimes y del Sacro Romano Imperio, maestrante de Zaragoza, gran cruz de Carlos III, gentilhombre de Cámara de S.M., diputado a Cortes, senador vitalicio y prócer del Reino, presidente del Canal de Isabel II, natural de Zaragoza, que fue bautizado en San Gil el 15 de septiembre de 1799 y murió en Madrid (San José) el 17 de enero de 1857, habiendo dado poder para testar el 21 de junio de 1844 ante Justo de Sancha.

Casó en primeras nupcias con Francisca de Paula Magallón y Rodríguez de los Ríos, VII marquesa de Castelfuerte, grande de España de primera clase, natural de Madrid, que fue bautizada en San Sebastián el 7 de mayo de 1797 y falleció en Burdeos el 22 de abril de 1824; hija única de José María Magallón y Armendáriz, a quien premurió, III marqués de San Adrián, y VI de Castelfuerte, señor de Monteagudo, y de María de la Soledad Rodríguez de los Ríos Jauche y Lasso de la Vega, su mujer (en segundas nupcias de ella), V marquesa de Santiago, de Monreal y de la Cimada, VI condesa de Zueveghen.
Y segunda vez casó con María de la Soledad Bernaldo de Quirós y Colón, dama noble de María Luisa, que era sobrina carnal de la anterior: hija de su hermano uterino Antonio Bernaldo de Quirós y Rodríguez de los Ríos, VI marqués de Monreal, VI de Santiago y VI de la Cimada, VII conde de Zueveghen, caballero de Montesa y maestrante de Valencia, prócer del Reino, y de Hipólita Colón de Toledo Larreátegui y Baquedano, su mujer, hija del XII duque de Veragua.
De la primera tuvo por hijo a
1. Francisco de Paula Fernández Córdoba y Magallón, V marqués de Aguilar de Ebro, nacido en Madrid el 15 de agosto de 1823, bautizado el mismo día en la parroquial de San Sebastián y fallecido en Burdeos (Nuestra Señora) el 22 de diciembre siguiente.

 Y del segundo matrimonio nacieron:
2. Joaquín Fernández de Córdoba y Bernaldo de Quirós, natural de Madrid, bautizado en San José el 18 de abril de 1831 y finado en la misma villa y parroquia el 18 de diciembre de 1832.
3. María de la Soledad Antonia Fernández de Córdoba Alagón y Bernaldo de Quirós, que sigue.
4. María Francisca de Borja Fernández de Córdoba y Bernaldo de Quirós, dama de María Luisa, nacida en Madrid y bautizada en San José el 8 de junio de 1836, fallecida el 6 de diciembre de 1906. Casó en su parroquia natal el 20 de enero de 1862 con Mariano Cabeza de Vaca y Morales, V marqués de Portago, grande de España, IX conde de Catres, natural de Baena, bautizado en San Bartolomé el 27 de febrero de 1821 y finado en Madrid el 4 de octubre de 1887, hijo de Vicente Cabeza de Vaca y Gómez de Terán, conde de Catres y marqués de Portago, natural de Valladolid, y de Catalina de Morales y Cardera, que lo era de Baena. Con sucesión.
5. Hipólita Fernández de Córdoba y Bernaldo de Quirós, natural de Madrid, bautizada en San José el 18 de febrero de 1838 y fallecida el 22 de septiembre de 1924. Casó en su parroquia natal el 31 de mayo de 1860 con Luis Beltrán Escrivá de Romaní y de Dusay, I marqués de Argelita, diputado a Cortes, nacido en Valencia el 25 de agosto de 1830 y fallecido en Madrid el 3 de noviembre de 1899, hermano del marido de la mayor. Con posteridad.

Sucedió su hija del segundo matrimonio
- María de la Soledad Antonia Fernández de Córdoba Alagón y Bernaldo de Quirós, XV condesa de Sástago, VI marquesa de Aguilar de Ebro, XIV de Espinardo, VII de de Peñalba y de Campillo de Murcia, camarera mayor de palacio, dama de las Reinas Isabel II, María de las Mercedes y María Cristina, de la Orden de María Luisa, de la Maestranza de Valencia y de la Cruz Estrellada de Austria. Nació en Madrid el 26 de septiembre de 1833, fue bautizada el 27 en la parroquia de San José y murió en la de San Martín el 8 de abril de 1905, habiendo testado el 16 de julio de 1898 ante Manuel de Bofarull.

Casó en su parroquia natal el 20 de julio de 1857 con José María Escrivá de Romaní y de Dusay, III marqués de Monistrol de Noya y de San Dionís, XIV barón de Beniparrell y de Prullens, maestrante de Valencia, gran cruz y collar de Carlos III, gentilhombre de Cámara de S.M., senador vitalicio del Reino, nacido el 26 de junio de 1825 en Barcelona, donde falleció el 6 de marzo de 1890, hijo de Joaquín Escrivá de Romaní y Taverner, XII barón de Beniparrell, natural y maestrante de Valencia, y de María Francisca de Dusay y de Fivaller, marquesa de Monistrol de Noya y de San Dionís, nacida en Barcelona.
De este matrimonio fue unigénito
Joaquín Escrivá de Romaní y Fernández de Córdoba, VII marqués de Aguilar de Ebro, IV marqués de Monistrol de Noya, marqués de San Dionís, XV barón de Beniparrell, maestrante de Valencia, diputado a Cortes, gentilhombre de Cámara de S.M. con ejercicio y servidumbre. Natural de Madrid, fue bautizado en San Martín el 5 de junio de 1858 y murió antes que su madre en San Feliú de Llobregat el 14 de septiembre de 1897, por lo que no alcanzó a suceder en la casa de Sástago.
Casó con María del Pilar de Sentmenat y Patiño, I condesa de Alcubierre, grande de España, dama de la Orden de María Luisa y de la Real Maestranza de Valencia, nacida en Barcelona el 16 de abril de 1860 y finada en Madrid (San Martín) el 1.º de diciembre de 1927. Hija de Ramón de Sentmenat y de Despujol, marqués de Sentmenat y de la Ciutadilla, grande de España, y de Inés Patiño y Osorio, de los marqueses del Castelar. Padres de:
1. María de las Mercedes Escrivá de Romaní y de Sentmenat, V marquesa de Campillo de Murcia, dama de la Maestranza de Sevilla, que nació en Barcelona el 5 de febrero de 1886 y murió en Madrid el 9 de noviembre de 1969. Casó con Alfonso Pérez de Guzmán y San Juan, I marqués de Marbais, caballero de Alcántara, gentilhombre de Cámara de S.M. con ejercicio y servidumbre, maestrante de Sevilla, donde nació el 6 de septiembre de 1886, finado en Madrid (castrense) el 11 de abril de 1921. Hijo primogénito de Juan Pérez de Guzmán y Boza, II duque de T'Serclaes, grande de España, teniente hermano mayor de la Real Maestranza de Sevilla, clavero de la Orden de Alcántara, académico de la Real de la Historia, etc., y de María de los Dolores San Juan y Garvey. Con posteridad en que sigue la casa de T'Serclaes y marquesados de Marbais y Campillo de Murcia.
2. Luis Beltrán Escrivá de Romaní y de Sentmenat, que sigue.
3. María del Pilar Escrivá de Romaní y de Sentmenat, VIII marquesa de Peñalba, que nació en Madrid (San Martín) el 16 de enero de 1891 y murió niña.
4. Alfonso Escrivá de Romaní y de Sentmenat, III conde de Glimes de Brabante y II de Alcubierre, dos veces grande de España, marqués de San Dionís, caballero de la Real Maestranza de Valencia, Hermandad del Santo Cáliz y Cuerpo de la Nobleza de Cataluña. Nació en Barcelona el 29 de noviembre de 1894 y murió en Madrid el 11 de diciembre de 1978. Casó primera vez en Madrid el 18 de abril de 1928 con María Antonia Orozco y Rofazza, nacida el 8 de agosto de 1908 en Madrid, donde murió el 7 de febrero de 1933, hija de Juan Orozco y Álvarez-Mijares y de Laura Rofazza y Besoitia. Y en segundas nupcias con María Teresa de la Vega y Rivero. Con descendencia de la primera en que sigue la casa de Alcubierre.
5. María de Lourdes Escrivá de Romaní y de Sentmenat, XV marquesa de Espinardo (título que cedió en vida a su hija mayor), nació en Madrid (San Martín) el 3 de febrero de 1897 y murió en Madrid el 26 de julio de 1985. Casó primera vez en su parroquia natal el 23 de febrero de 1922 con el vicealmirante Pascual Díez de Rivera y Casares, II marqués de Valterra, jefe de la Jurisdicción Central de Marina, caballero de Calatrava, maestrante de Granada, diputado a Cortes, gran cruz de Beneficencia y medalla de oro al Trabajo, nacido el 8 de mayo de 1899 en Madrid, donde murió el 30 de abril de 1952. Hijo de Alfonso Díez de Rivera y Muro, IV conde de Sanafé y marqués de Valeriola, y de Ramona Casares y Bustamante. Y en segundas nupcias con Luis Pizarro y Tejero, natural de Almadén, cuyo matrimonio fue declarado nulo en 1979. Con prole del primero en que siguen los marquesados de Espinardo y Valterra.

Sucedió a la XV condesa por Real Carta del 4 de enero de 1906 su nieto (hijo de Joaquín Escrivá de Romaní y de Pilar de Sentmenat)
- Luis Beltrán Escrivá de Romaní y Sentmenat, XVI conde de Sástago y VIII conde de Glimes, dos veces grande de España, VIII marqués de Aguilar de Ebro, V de Monistrol de Noya y  IX de Peñalba, XVI barón de Beniparrell, maestrante de Valencia, gentilhombre de Cámara del Rey Alfonso XIII con ejercicio y servidumbre. Nació en Barcelona el 4 de diciembre de 1888 y murió en Madrid el 9 de septiembre de 1977.

Casó en Madrid (San Sebastián) el 10 de enero de 1913 con Josefa Patiño y Fernández-Durán, su prima segunda, dama de la Reina Victoria Eugenia y de la Maestranza de Valencia, que nació en Madrid (San Sebastián) el 30 de noviembre de 1889 y finó en la misma el 23 de noviembre de 1975, hija de Luis María de los Ángeles Patiño y Mesa, VIII marqués del Castelar y VI de la Sierra, grande de España, XII conde de Guaro, y de María de la Concepción Fernández-Durán y Caballero, de los marqueses de Perales del Río, naturales de Madrid. Procrearon a
1. Alfonso Escrivá de Romaní y Patiño, que sigue,
2. María del Perpetuo Socorro Escrivá de Romaní y Patiño, dama de la Maestranza de Valencia, nacida el 10 de enero de 1920 en Madrid, donde casó el 9 de noviembre de 1945 con Lorenzo Piñeyro y Fernández de Córdoba, XI marqués de Bendaña y IX de Albolote, grande de España, IV conde de Torralba de Aragón y XII barón de Molinet, maestrante de Granada, nacido en Madrid el 8 de octubre de 1920, hijo único de Lorenzo Piñeyro y Queralt, VIII marqués de Albolote, y de María Milagros Fernández de Córdoba y Álvarez de las Asturias-Bohorques, de los duques de Arión. Con sucesión.
3. María del Pilar Escrivá de Romaní y Patiño, dama de la Maestranza de Valencia, nacida el 27 de mayo de 1927 en Madrid, donde casó el 2 de diciembre de 1961 con José Antonio Núñez-Robres y Rodríguez de Valcárcel, marqués de Montortal, de la Roca, de Montenuevo y de la Calzada, conde de Pestagua y barón de Alcacer, caballero de las Reales Maestranza de Valencia, Hermandad del Santo Cáliz y Cuerpo de la Nobleza de Cataluña, nacido en Valencia el 13 de noviembre de 1915 y finado en Madrid el 28 de noviembre de 1972, hijo de Fernando Núñez-Robres y Galiano, marqués de Montortal, etc., teniente hermano mayor de dicha Maestranza, y de Pilar Rodríguez de Valcárcel y León, marquesa de la Roca. Con posteridad.
4. Y Luis Beltrán Escrivá de Romaní y Patiño, V conde Glimes de Brabante, grande de España, caballero de Malta y de las Reales Maestranza de Valencia, Hermandad del Santo Cáliz y Cuerpo de la Nobleza de Cataluña, nacido el 5 de febrero de 1931 en Madrid, donde falleció el 24 de enero de 1989. Casó en Madrid el 11 de enero de 1956 con María de Soto y Colón de Carvajal, nacida en Jerez de la Frontera el 29 de diciembre de 1934, hija de Fernando de Soto y Domecq, marqués de Arienzo y de Santaella, conde de Puertohermoso, grande de España, caballero de Santiago, maestrante de las Reales de Sevilla y Granada, y de María de Carvajal y Colón, de los duques de la Vega. Con prole en que sigue la casa de Glimes.

Sucedió por Real Carta de 20 de septiembre de 1978 su hijo
- Alfonso Escrivá de Romaní y Patiño, XVII conde de Sástago, grande de España, IX marqués de Aguilar (título que cedió a su primogénito), VI de Monistrol de Noya y X de Peñalba (título que cedió a su hijo Luis Beltrán), XVII barón de Beniparrell, caballero de Malta y de las Reales Maestranza de Valencia, Hermandad del Santo Cáliz y Cuerpo de la Nobleza de Cataluña, comandante de Caballería retirado, nacido en El Espinar (Segovia) el 15 de septiembre de 1918 y finado en Madrid el 11 de agosto de 1981.

Casó en Madrid el 10 de noviembre de 1944 con María de las Nieves de Mora y Aragón, nacida en Guetaria (Guipúzcoa) el 28 de agosto de 1917 y fallecida en Madrid el 10 de diciembre de 1985. Esta señora era hermana de Fabiola de Mora y Aragón, Reina de los belgas por su matrimonio con el Rey Balduino I; hijas ambas de Gonzalo de Mora y Fernández del Olmo, IV marqués de Casa Riera, conde de Mora, y de Blanca de Aragón y Carrillo de Albornoz, de los marqueses de Casa Torres.
Fueron padres de
1. Alfonso Escrivá de Romaní y Mora, que sigue,
2. Luis Beltrán Escrivá de Romaní y Mora, XI marqués de Peñalba, nacido en San Sebastián el 23 de agosto de 1946 y casado en Madrid el 15 de junio de 1973 con Ana Arsuaga de Gandarillas, nacida en Madrid el 4 de abril de 1949, hija de Pedro Arsuaga y Dabán, natural de Madrid, y de Dolores de Gandarillas y Calderón. Con descendencia.
3. María del Perpetuo Socorro Escrivá de Romaní y Mora, nacida el 5 de julio de 1948 en Madrid, donde casó el 31 de mayo de 1974 con Javier de Silva y Mendaro, conde de Sinarcas, maestrante de Sevilla, donde nació el 16 de mayo de 1946, hijo de Luis de Silva y Azlor de Aragón, duque de Miranda, grande de España, conde de Sinarcas y vizconde de Villanova, maestrante de Sevilla, natural de Madrid, y de María Fernanda Mendaro y Diosdado, marquesa de Angulo y de Casa Mendaro, que lo era de Sevilla. Con posteridad.
4. María del Pilar Escrivá de Romaní y Mora, nacida en San Sebastián el 2 de octubre de 1949 y que permanece soltera.
5. Blanca Escrivá de Romaní y Mora, nacida el 6 de enero de 1951 en Madrid, donde casó el 31 de mayo de 1976 con Diego Chico de Guzmán y Girón, VI marqués de Ahumada, maestrante de Ronda, nacido en Madrid el 22 de abril de 1947, hijo de Diego Chico de Guzmán y Mencos, V conde de la Real Piedad, maestrante de Granada, y de Ana María Girón y Canthal, V duquesa de Ahumada, grande de España, V marquesa de Ahumada y VIII de las Amarillas, naturales de Madrid. Con prole.
6. José Escrivá de Romaní y Mora, marqués del Real Tesoro, nacido en Barcelona el 24 de junio de 1952 y casado en Madrid el 12 de enero de 1981 con María de Morales-Arce y Crespí de Valldaura, nacida en Madrid el 14 de julio de 1955, hija de José María de Morales-Arce y López de Ayala, maestrante de Zaragoza, y de Margarita Crespí de Valldaura y Liniers, naturales de Madrid. Con posteridad.
7. Mercedes Escrivá de Romaní y Mora, nacida en Barcelona el 12 de octubre de 1953,
8. Ana Escrivá de Romaní y Mora, nacida en Madrid el 21 de octubre de 1954, que profesó carmelita descalza en el convento del cerro de los Ángeles.
9. Inés Escrivá de Romaní y Mora, nacida el 17 de junio de 1956 en Madrid, donde casó el 12 de junio de 1984 con Fernando de Soto y Falcó, Ingeniero Agrónomo, nacido en Madrid el 11 de noviembre de 1956, hijo de Fernando de Soto y Colón de Carvajal, marqués de Arienzo, grande de España, conde de Puertohermoso, natural de Pizarra (hermano de María, la mujer de Luis Beltrán Escrivá de Romaní y Patiño, conde Glimes), y de Mercedes Falcó y de Anchorena, duquesa del Arco, grande de España, nacida en Madrid. Con hijas.
10. Y Joaquín Escrivá de Romaní y Mora, nacido el 25 de noviembre de 1959 en Madrid, donde casó el 22 de mayo de 1987 con Beatriz Álvarez de las Asturias-Bohorques y Mac Crohon, nacida en Madrid el 5 de mayo de 1964, hija de Agustín Álvarez de las Asturias-Bohorques y Silva, conde de Canillas de los Torneros de Enríquez, natural de Zarauz (Guipúzcoa) y de Pilar Mac Crohon y Pellón, nacida en Madrid. Con descendencia.

Sucedió por Real Carta del 18 de octubre de 1982 su hijo
- Alfonso Escrivá de Romaní y Mora, XVIII y actual conde de Sástago, X marqués de Aguilar de Ebro (título que cedió a su primogénito) y VII de Monistrol de Noya, XVIII barón de Beniparrell, que nació en Madrid el 6 de julio de 1945.

Casó primera vez en Zarauz el 10 de septiembre de 1970 con María Isabel de Miguel Anasagasti, nacida en Zarauz el 15 de septiembre de 1947 y finada en Madrid el 30 de diciembre de 1982, hija de Luis María de Miguel y Alonso, natural de Valladolid, y de María Luisa Anasagasti y López-Salaberry, nacida en Madrid.
Y en segundas nupcias, está casado desde el 27 de febrero de 1988 con Patrice Ruth Verhaaren, nacida en Nueva York el 31 de octubre de 1953, hija de Robert y de Ruth Verhaaren, naturales de Nueva York.
De la primera tiene por hijos a
1. Alfonso Escrivá de Romaní y de Miguel, XI marqués de Aguilar, primogénito e inmediato sucesor al condado de Sástago, nacido en Madrid el 25 de enero de 1972,
2. Isabela Escrivá de Romaní y de Miguel, nacida en Madrid el 31 de diciembre de 1973,
3. y Sofía Escrivá de Romaní y de Miguel, nacida en Barcelona el 12 de junio de 1979.